# Alpera
Alpera és un municipi de la província d'Albacete, que es troba a 75 km de la capital de la província. El 2005 tenia 2.389 habitants, segons dades de l'INE: 1.128 dones i 1.261 homes. Inclou les pedanies de Casas de Don Pedro, Las Fuentes i La Laguna. Limita amb els municipis d'Aiora, Bonete, Higueruela, Carcelén, Alatoz i Almansa. Hi ha la "Cueva de la Vieja" on s'han trobat restes de pintures rupestres.

## Administració
| Període      | Nom de l'alcalde/-essa          | Partit polític | Data de possessió |
| ------------ | ------------------------------- | -------------- | ----------------- |
| 1979 - 1983  |                                 |                | 19/04/1979        |
| 1983 - 1987  |                                 |                | 28/05/1983        |
| 1987 - 1991  |                                 |                | 30/06/1987        |
| 1991 - 1995  |                                 |                | 15/06/1991        |
| 1995 - 1999  | Jesus Gil /Catalina Rubio Pardo | PP/ PSOE       | 17/06/1995        |
| 1999 - 2003  | Catalina Rubio Pardo            | PSOE           | 03/07/1999        |
| 2003 - 2007  | Cesárea Arnedo Megías           | PP             | 14/06/2003        |
| 2007 - 2011  | Catalina Rubio Pardo            | PSOE           | 16/06/2007        |
| 2011 - 2015  | n/d                             | n/d            | 11/06/2011        |
| 2015 - 2019  | n/d                             | n/d            | 13/06/2015        |
| 2019 - 2023  | n/d                             | n/d            | 15/06/2019        |
| Des del 2023 | n/d                             | n/d            | 17/06/2023        |

## Demografia
| 1900  | 1910  | 1920  | 1930  | 1940  | 1950  | 1960  | 1970  | 1981  | 1991  | 2001  | 2005  | 2006  | 2007  |
| ----- | ----- | ----- | ----- | ----- | ----- | ----- | ----- | ----- | ----- | ----- | ----- | ----- | ----- |
| 3.167 | 3.441 | 3.374 | 3.609 | 3.808 | 4.046 | 3.407 | 2.638 | 2.300 | 2.226 | 2.360 | 2.389 | 2.392 | 2.382 |